# Марія Анна Саксен-Альтенбурзька
Марія Анна Саксен-Альтенбурзька (нім. Marie Anna von Sachsen-Altenburg, 14 березня 1864 — 3 травня 1918) — принцеса Саксен-Альтенбурзька, донька принца Моріца Саксен-Альтенбурзького та принцеси Саксен-Майнінгенської Августи, дружина князя Шаумбург-Ліппе Георга.

## Біографія
Марія Анна народилась 14 березня 1864 року у Альтенбурзі первісткою в родині принца Саксен-Альтенбурзького Моріца та його дружини Августи Саксен-Майнінгенської. Згодом з'явились молодші сестри: Єлизавета, Маргарита і Луїза та брат Ернст.
У 18 років Марія Анна стала дружиною 35-річного принца Георга Шаумбург-Ліппського, старшого сина правлячого князя Адольфа Георга. Церемонія відбулася 16 квітня 1882 року у Альтенбурзі. Після весілля подружжя проживало у замку міста Штатхагена.У шлюбі народила дев'ятеро дітей.

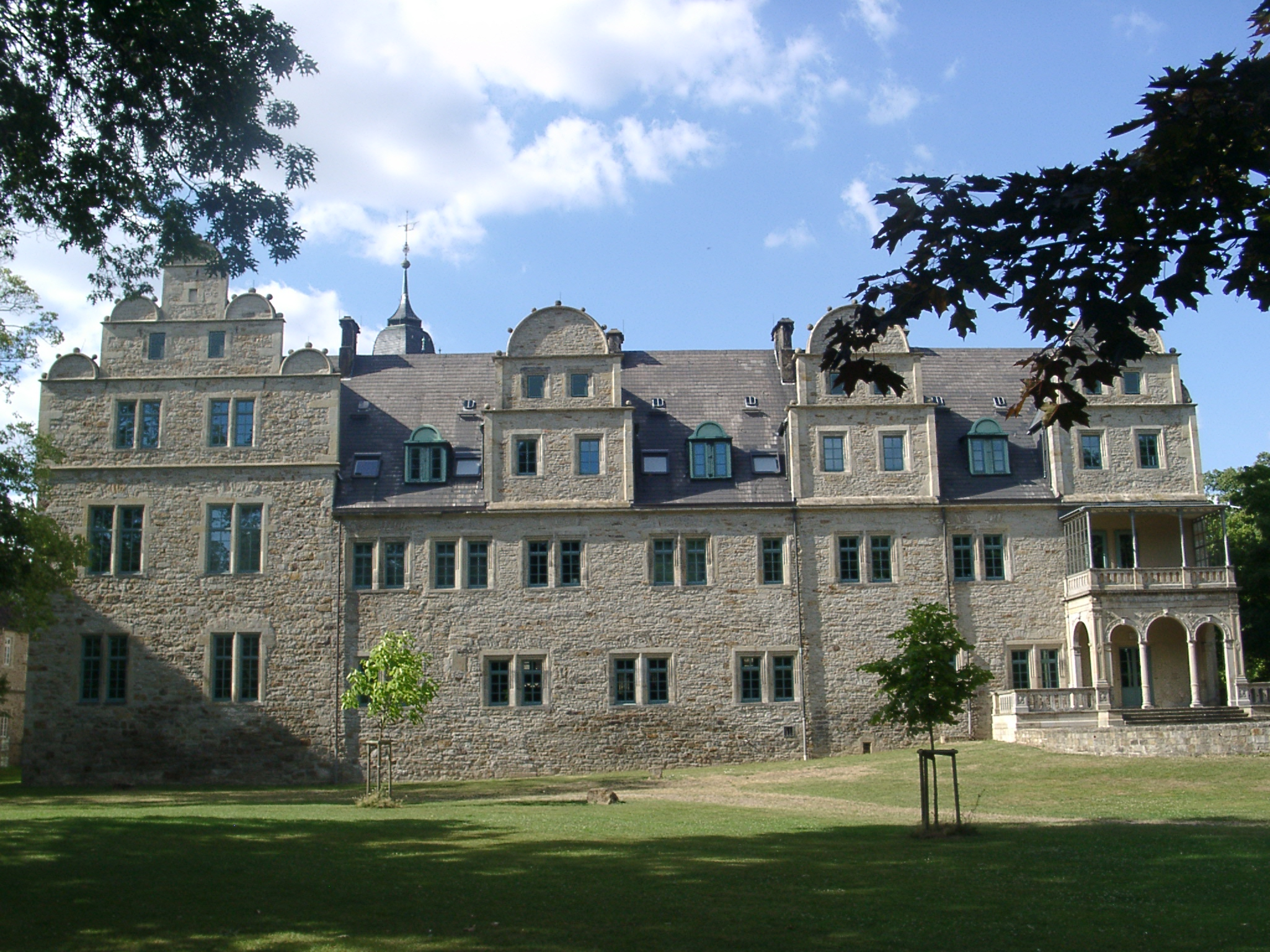
Замок Штатхагена

1893 Георг успадкував владу у князівстві. Марія Анна, як княгиня, підтримувала церкви та школи. У Штатхагені вона заснувала благодійницький заклад: притулок Марії Анни (Marie Anna Stifts).
У 1907 році пара відзначила срібне весілля. З цього приводу імператор Вільгельм II подарував їм замок Шаумбург у Нижній Саксонії, на знак вдячності за підтримку Георга у суперечні з приводу наслідування трону Ліппе-Детмольд.
Георг помер 1911 року. Марія Анна пішла з життя сім років потому, за кілька місяців до падіння Німецької імперії. Похована поруч із чоловіком у мавзолеї Бюкебургу.

## Родина
Чоловік — Георг Шаумбург-Ліппський
Діти:
- Адольф (1883—1936) — останній князь Шаумбург-Ліппе, був одружений з Елен Елізабет Бішофф-Кортхаус, загинув в авіактастрофі, дітей не мав;
- Моріц Георг (1884—1920) — принц Шаумбург-Ліппе, одружений не був, дітей не мав;
- Петер (6 січня—17 травня 1886) — помер немовлям;
- Вольрад (1887—1962) — голова дому Шаумбург-Ліппе, був одружений із принцесою Батільдою Шаумбург-Ліппе, мав чотирьох дітей;
- Стефан (1891—1965) — був одружений з принцесою Інгеборгою Ольденбурзькою, мав двох дітей;
- Генріх (1894—1952) — був одружений з графинею Марією-Ерікою Гарденберзькою, мали єдину доньку;
- Маргарита (1896—1897) — померла немовлям;
- Фрідріх Крістіан (1906—1983) — нацистський високопосадовець, письменник, був одружений з графинею Александрою цу Кастелл-Рюденхаузенською, згодом — із Марією Луїзою Шлезвіг-Гольштейн-Зондербург-Глюксбурзькою, потім — із Оленою Бартолф, мав трьох дітей від першого шлюбу;
- Єлизавета (1908—1933) — була одружена із бароном Йоганном Франкенсдорфом, мала двох дітей.